# Mujercitas (telenovela peruana)
Mujercitas es una telenovela peruana producida por Michelle Alexander para América Televisión en 2017. Es una apatación de la novela homónima de Louisa May Alcott.
Está protagonizada por Pierina Carcelén, María Grazia Gamarra, Carolina Cano, Briana Botto y Vania Accinelli. A su vez, está antagonizada por Patricia de la Fuente, Rómulo Assereto y José Dammert.

## Argumento
Narra la historia de cuatro hermanas, Mercedes, Josefina, Beatriz y Amanda, quienes debido al fallecimiento de su padre, inician una nueva vida. A pesar de sus diferencias, juntas lucharán por sus metas y por el bienestar de su familia, sobre todo  por la de su madre. Además, cuenta los problemas que existe en la sociedad peruana como el caso de Viviana que a pesar de esa pérdida tiene que sacar a sus hijas adelante, el caso de Beatriz es que tiene una enfermedad que tendrá que superarla y también soportar a su suegra, el caso de Josefina trata de ver la realidad de la mujer en la política, el caso de Mercedes es que no le importan los demás, solo su familia y que hará cualquier cosa por ellos, ella vive locamente enamorada de Óscar el nieto de Doña Isadora, la villana principal y el caso de Amanda es que sufre de acoso escolar por Thiago y las burlas de CJ.
No solo son esos casos sino el caso de Yolanda que sufre de violencia por su esposo José Armando, Norma una mujer que vive en un matrimonio engañado, Marikarly una niña que sufre violencia por su madrastra Leticia y Julissa que a pesar de haber denunciado a su agresor, éste la sigue acosando y amenazando.
Esta versión de Mujercitas quiere cambiar el destino de la mujer peruana, comunicando que a pesar de lo que pase tenemos que ser fuertes y luchar por nuestros derechos.

## Elenco
- Pierina Carcelén como Viviana García de Morales.
- Maria Grazia Gamarra como Josefina Morales García.
- Carolina Cano como Beatriz "Betty " Morales García de Pacheco.
- Vania Accinelli como Mercedes "Meche" Morales García de la Torre /  de Zúñiga (Antagonista Reformada).
- Briana Botto como Amanda Morales García.
- Patricia de la Fuente como Doña Isadora Visconti García Vda. de Terranova (+) (Principal Antagonista).
- Rómulo Assereto como Óscar Zúñiga Terranova (Principal Antagonista).
- José Dammert como Rafael García Espinoza (+) (Principal Antagonista).
- Rodrigo Sánchez Patiño como Roberto Morales Castro / Alonso.
- Diego Lombardi como Paulo Carrillo Ureta "El Pistolero" (+) (Antagonista Reformado).
- Santiago Suárez/Jorge Bardales como "El Depredador" (+) (Antagonista Secundario).
- Carlos Solano como Agustín de la Torre Quezada.
- Nicolás Galindo como Lorenzo Chávez Jiménez.
- Sebastián Monteghirfo como Gabriel Pacheco de los Ríos.
- Monserrat Brugué como Paloma Terranova Visconti Vda. de Zúñiga.
- Ramón García como Sergio Chávez Loayza "Checho".
- Lorena Caravedo como Norma Gutiérrez Rivera de Chávez.
- Stefano Salvini como Carlos Josué  Castillo "CJ" (Antagonista Reformado).
- Andrea Fernández como Yolanda Ramírez Carrera De Guevara / de De la Torre.
- Luis Rosadio Flores como Joshi.
- Alberick García como José Armando "Pepe" de la Torre Quezada (Antagonista Secundario).
- Miguel Ángel Álvarez como Dr. Edwin Guevara Villacorta.
- Gabriela Billotti como Sra. Delicia de los Ríos Moreno de Pacheco.
- Bruno Espejo como Thiago de la Torre Ramírez.
- Camila Abufom como Julieta Cruz Gallegos Vda. de Bravo "Julissa".
- Osiris Vega Solís como Marikarly Chávez Gutiérrez / Quintana Zuárez / Quintana Turrubiartes.
- Karla Medina como Leticia Turrubiartes Almendarez Vda. de Quintana (Antagonista Secundaria).
- Moisés Vega como Félix.
- Analía Rodríguez como Stephanie "Stephie".
- Maricielo Effio como Carmela Guzmán Herrera / Lucila Muñoz.
- Jorge Bardales como Renzo Bravo Dávila (Antagonista Secundario).
- Trilce Cavero como Josefina Barraza Terrones.
- Fernando Fermor como Alférez Mendoza.
- Coco Limo como  Adrián “Tony” Alcántara Vega (+) (Antagonista Secundario).
- Fernando Petong como Domingo Margallanes Castro (+) (Antagonista Secundario).
- Alfredo Levano como Daniel Grados Troncoso.

## Temporadas
| Temporada | Temporada | Episodios | Episodios | Emisión original    | Emisión original         |
| Temporada | Temporada | Episodios | Episodios | Primera emisión     | Última emisión           |
| --------- | --------- | --------- | --------- | ------------------- | ------------------------ |
|           | 1         | 80        | 80        | 06 de junio de 2017 | 25 de septiembre de 2017 |

## Versiones
- Mujercitas (1960), telenovela argentina con Alita Román, Angélica López Gamio y Fernanda Mistral.
- Mujercitas (1962), telenovela mexicana con Adriana Roel, Rafael del Río y Elsa Cárdenas.
- Mujercitas (1963), telenovela peruana con Gloria María Ureta, Regina Alcover y la primera actriz Elvira Travesí. Emitida por Panamericana Televisión.
- No hay por qué llorar (1985), telenovela peruana con Elvira De la Puente, Fernando De Soria, Eduardo Cesti, Lolita Ronalds, Liesel Rannenberg, Tessy Castilla y Lucía Melgar. Emitida por América Televisión.
- Por siempre mujercitas (1995), telenovela argentina con Pablo Echarri, Paola Krum, Viviana Saccone y Virginia Lago.
- Mujercitas (1999), telenovela venezolana, protagonizada por Daniela Alvarado y Adrián Delgado. Emitida por Venevisión.